# Sven Edvard Allgurén
Sven Edvard Abraham (Eduard) Allgurén, född 13 juli 1847 i Ålems församling, Mönsterås kommun, död 25 november 1897 i Växjö, var en svensk ingenjör verksam i Sydamerika med bland annat järnvägsbygge.

## Biografi
Sven Edvard Allgurén var ende överlevande sonen i en syskonskara av elva. Två bröder och tre systrar gick bort i tidig ålder. Hans föräldrar var förmodligen ganska fattiga även om hans far var hovrättskommissarie. Han intogs på Kalmar elementarläroverk höstterminen 1858. Han var brukselev på järnverket i Flerohopp hösten 1862.
Han lämnade Sverige 1864 och tog förmodligen hyra på någon båt. Som sjöman besökte han många länder, bland annat. Kina och Nya Zeeland. Han var hemma i Sverige 1868 och vid nyåret 1872.
I maj 1872 lämnade han London för att ingå i kapten Christian Palms expedition till Sydamerika, "Parana & Matto Grosso Railway Expedition", rekognosering för ett järnvägsbygge från Brasilien via Bolivia till Chile, från Atanten till Stilla havet. Närmare hälften av medlemmarna omkom dock och expeditionen fick avbrytas 1873. I början av 1900-talet blev emellertid järnvägen byggd ungefär i den planerade sträckningen. Men det är inte säkert att man använde sig av något resultat från den avbrutna expeditionen.
Han avancerade till ingenjör och gifte sig den 21 juni 1879 i Porto Alegre, Brasilien, med Amina Emelie Helena (Minna) Wistrand (1880-1965). Första barnet Lilian föddes 1880, Thony 1881 och Violet 1883. Ytterligare tre barn föddes, men ingen av dem överlevde. Familjen bodde på flera platser i Brasilien, förmodligen först i Porto Alegre, därefter Florianópolis (tidigare Desterro), Laguna, Santa Catharina, Antonia och Coritiba. Under åren i Brasilien arbetade Allgurén med järnvägsbygget vid Laguna och mellan Curitiba och Paranaguá.

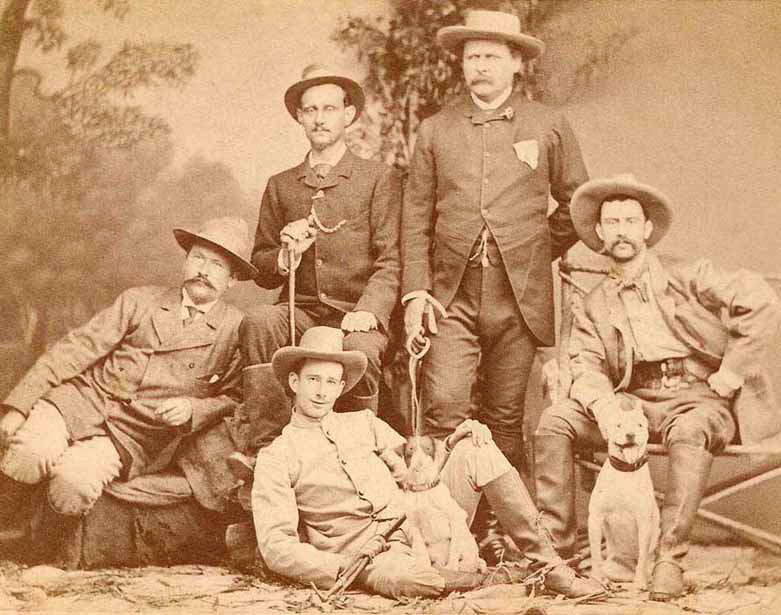
Medlemmar av The Tibagy Dredging Company, Corityba 1885. Stående till vänster Sven Edvard Allgurén. Från släkten Allguréns webbsajt.

1885 ingick han i "The Tibagy Dredging Company", som undersökte om det fanns några diamantfyndigheter i floden Tibagy i provinsen Paraná i Brasilien, dock utan framgång. Han tvingades lämna familjen för att arbeta i Concepción del Uruguay i Argentina, men efter en tid kunde familjen ansluta. Han arbetade sedan åt järnvägsbolaget "Ferrocarril Central Entrerriano" i provinsen Entre Ríos.
1892 flyttade familjen till Sverige och 1894 till Växjö. Allgurén var dock mycket sällan hemma, då han arbetade långa tider med projekt åt engelska uppdragsgivare. Han åkte bland annat till Hanoi i Vietnam och Kanton (nuvarande Guangzhou) i Kina.

Tippu Tip och Eugen Wolf, ur Etnografiska museets bildarkiv. Foto: Sven Edvard Allgurén, Zanzibar 1894.

1893-1894 deltog han i en expedition in i nuvarande Moçambique för att rekognosera för ett järnvägsbygge från kusten till Nyasasjön, en sträcka på cirka 750 km. Avresan skedde från London med kanalbåt till Amsterdam, där man gick ombord på tysk-afrikanska postångaren Bundesrath. Efter att ha passerat engelska kanalen anlöpte man Lissabon och Neapel. I Lissabon uppvaktade Allgurén Portugals utrikesminister, som gav honom ett introduktionsbrev till guvernören i Moçambique. I Neapel stannade ångaren en hel dag, vilket gav Allgurén tillfälle att besöka bland annat Herkulanums och Pompejis ruiner. Man anlöpte sedan Port Said, fortsatte genom Suezkanalen till hamnstaden Aden i Jemen och efter att ha mött sydvästmonsunen vid Afrikas östligaste udde, Cap Gardufai, och drivit omkring på Indiska Oceanen med trasig maskin i en vecka anlände man så småningom till Zanzibar. Färden fortsatte sedan med en kustbåt till ön Ibo i Moçambique.
Etnografiska museet i Stockholm har i sitt bildarkiv ett porträtt av slavhandlaren Tippu Tip (1837-1905) och tyske journalisten Eugen Wolf (1850-1912), taget 1894 i Zanzibar av Allgurén.
1896 reste han till Bonaventura i Colombia för att på uppdrag av firman "Chas. Ball" undersöka möjligheterna till guldutvinning. Man hade inregistrerat ett företag som kallades "Nine Mines of Novita Co Ltd" och hade inmutat nio koncessioner i floderna San Juan, Tamana och Sipi. Tanken var att använda en stor dykarklocka och suga upp 250 ton grus och sand till ett fartyg. För 3 månaders arbete i Colombia och 2 månaders resa från London fick han £100 och tillförsäkrades 500 aktier i det kommande företaget. Han återvände till Sverige, men dog hastigt i Växjö 1897, 50 år gammal. Det är oklart vad som hände med företaget, men aktierna ansågs i alla fall värdelösa när familjen försökte sälja dem i London omkring 1913.

## Familj
Sven Edvard Allgurén var son till kronolänsman och hovrättskommissarie Oscar Mauritz Allgurén (1812-1874) och Sara Juliana Eurenius (1820-1873) och hade 11 syskon. Han gifte sig 1879 med Amina Emelie Helena (Minna) Wistrand (1844-1928) och de fick tillsammans barnen Lilian Viktoria Helena (1880-1965), Herbert Thony Edgard (1881-1962) och Violet Nanny Matilda Josefina (1883-1964).